# Balon atrijalna septostomija
Balon atrijalna septostomija (skraćeno BAS) je invazivna terapijska metoda stvaranje interatrijalnog desno-levog šanta koja može dovesti do dekompresije desnih srčanih šupljina i povećati prethodno opterećenje leve srčane komore i minutni volumen srca. Time se poboljšava transport kiseonika uprkos arterijskoj desaturaciji kiseonikom i smanjenoj simpatičkoj hiperaktivnosti.

## Prednosti
Preporučena tehnika, balon atrijalna (pretkomorska) septostomija, dovodi do podjednakog poboljšanja hemodinamike i simptoma i smanjuje rizik u poređenju sa originalnom tehnikom koja se zasniva na primeni sečiva. Ostale tehnike su eksperimentalne.

## Preporuke i indikacije
Pažljiva preproceduralna procena rizika, koja se mora sprovesti pre svake intervencije, dovodi do smanjenja smrtnosti.
Balon atrijalnu septostomiju treba izbegavati kod bolesnika u terminalnoj fazi bolesti sa srednjim pritiskom desne pretkomore > 20 mm Hg i saturacijom (zasićenjem) kiseonika < 85%.
Bolesnici treba da su na optimalnoj medikamentnoj terapiji, koja može uključiti i rekondicioniranje intravenskim inotropima, pre odluke o balon atrijalnoj septostomiji, jer prema objavljenim podacima uočena je značajna korist kod bolesnikaa refraktornih na medikamentnu terapiju koji su WHO-FC IV klase sa popuštanjem desnog srca ili kod onih sa teškim sinkopama.
Takođe, septostomija se može razmotriti kod bolesnika koji čekaja transplataciju pluća sa nezadovoljavajućim kliničkim odgovorom na maksimalnu medikamentnu terapiju ili kada medikamentna terapija nije dostupna.
Prema dosadađnjim pokazateljima iz sprovedenih studija poboljšava se kardijalni indeks, smanjuje pritisak desne pretkomore (RAP) sa poboljšanjem šestominutne distance hoda (skraćeno 6MWD).
Balon atrijalnu septostomiju treba posmatrati kao palijativnu metodu ili proceduru premošćavanja, koja se mora izvodi samo u iskusnim centrima. Sobzirom da se izvodi jako retko, ova metoda nije uvršćena u terapijski algoritam za lečenje plućne hipertenzije.

## Literatura
- Law, Mark A.; Grifka, Ronald G.; Mullins, Charles E.; Nihill, Michael R. (2007). „Atrial septostomy improves survival in select patients with pulmonary hypertension”. American Heart Journal. 153 (5): 779—784. PMID 17452153. doi:10.1016/j.ahj.2007.02.019..
- Rothman, Abraham; Sklansky, Mark S.; Lucas, Victor W.; Kashani, Iraj A.; Shaughnessy, Robin D.; Channick, Richard N.; Auger, William R.; Fedullo, Peter F.; Smith, Cecelia M.; Kriett, Jolene M.; Jamieson, Stuart W. (1999). „Atrial septostomy as a bridge to lung transplantation in patients with severe pulmonary hypertension”. The American Journal of Cardiology. 84 (6): 682—686. PMID 10498139. doi:10.1016/S0002-9149(99)00416-6..

## Spoljašnje veze
- 2015/2016 ESC/ESR Preporuke za dijagnozu i lečenje plućne hipertenzije — European Society of Cardiology & European Respiratory Society

|  | Molimo Vas, obratite pažnju na važno upozorenje u vezi sa temama iz oblasti medicine (zdravlja). |